# 川辺町福祉バス
川辺町福祉バス（かわべちょうふくしバス）は、岐阜県加茂郡川辺町で運行されているコミュニティバス。
川辺町社会福祉協議会が川辺町から委託を受け運行している。

## 概要
川辺町内を巡回する路線（Aコース、Bコース、町中コース）と川辺町と美濃加茂市を結ぶ路線（美濃加茂コース）がある。
川辺町の町民福祉、コミュニティー活動の中心施設の「川辺町やすらぎの家」へ町民が通うための交通手段として1993年（平成5年）に運行を開始。現在は町民の通院、買い物の移動手段となっている。

## ルート
便により経由地が異なる。ここでは共通の経由地のみ記述する。

### Aコース
- やすらぎの家 - 下麻生駅前 - 上川辺消防詰所 - 鹿塩消防詰所 - 下川辺公民館 - ピアゴ川辺店 - 役場前 - 中川辺駅前 - やすらぎの家

### Bコース
- やすらぎの家 - 旧下麻生小 - 北部公民館 - 川辺大橋東 - 児童館前 - 下飯田公民館 - ピアゴ川辺店 - 中川辺駅前 - 役場前 - やすらぎの家

### 町中コース
- やすらぎの家 - 役場前 - ピアゴ川辺店 - 中川辺駅前 - やすらぎの家

### 美濃加茂コース
- やすらぎの家 - 中部国際医療センター - 美濃加茂市役所 - 美濃太田駅南口 - やすらぎの家

## 運行日
- 運行日：月曜日 - 土曜日
- 運休日：日曜日、祝日

## 運賃
- 無料

## 歴史
- 1993年（平成5年）4月 - 運行開始[3][4]。
- 2018年（平成30年）8月 - 美濃加茂方面行きの運行開始[3][4]。
- 2022年（令和4年）1月 - 町中コースの運行開始[4]。